# Rennie Fritchie, Baroness Fritchie
Irene Tordoff „Rennie“ Fritchie, Baroness Fritchie, DBE (* 29. April 1942 in Fife, Schottland) ist eine britische Staatsbedienstete und Life Peeress.

## Leben und Karriere
Sie besuchte die Ribston Hall Grammar School für Mädchen in Gloucester. Fritchie ist auch unter ihrem Spitznamen „Rennie“ bekannt.
Sie hatte eine lange Karriere, spezialisiert auf Ausbildung und Entwicklung. 
Sie wird als „Portfolio“-Arbeiterin beschrieben und hatte verschiedene Positionen zusätzlich zum United Kingdom Commissioner for Public Appointments (von 1999 bis 2005) inne, darunter Präsidentin der Pennell Initiative for Women’s Health in Later Life.
In den 1970er Jahren war sie eine der ersten Vollzeitberaterinnen für die Ausbildung von Frauen und leistete Pionierarbeit in der Ausbildung des Stabs bei der damals neuen Equal Opportunities Commission. 1985 erhielt sie ein Stipendium (German Marshall Fellowship) und zog Lehren aus den USA für das Vereinigte Königreich für Programme, die den Status von Frauen verbessern. Zu diesen meldete sie sich schriftlich und in den Medien zu Wort.
Von 1988 bis 1992 war sie Vorsitzende der Gloucester Health Authority, von 1992 bis 1994 bei der South Western Regional Health Authority und von 1994 bis 1996 bei der South and West Regional Health Authority. Seit 2007 ist Fritchie Vorsitzende des Independent Appointments Selection Board bei der Royal Institution of Chartered Surveyors. Von 2007 bis 2010 war sie Mitglied des Aufsichtsrates (Board) und stellvertretende Vorsitzende (Deputy Chair) des Scottish Public Services Ombudsman Audit Advisory Board.
2010 wurde sie Vorsitzende (Chairman) von Nominet. Sie ist Professorin ehrenhalber in Creative Leadership an der York University, ist Pro-Chancellor der University of Southampton, Commissioner des Staatsdienstes von 1999 bis 2005 und stellvertretende Vorsitzende (Vice-Chair) der Stroud and Swindon Building Society.
Sie ist bei einigen Charity-Organisationen aktiv.
Fritchie ist Vorsitzende des 2gether NHS Foundation Trust in Gloucestershire, sowie des 2gether Council of Governors und wurde 2012 zur Kanzlerin der University of Gloucestershire ernannt.
Sie ist Beraterin (Consultant) von Mainstream Development; Vizepräsidentin der British Lung Foundation;  Botschafterin von Winston's Wish (die Trauerarbeit mit Kindern leistet), Gloucestershire First und beim Fife Council von St Andrews. Außerdem ist sie Präsidentin von Women in Banking and Finance.

## Mitgliedschaft im House of Lords
Fritchie wurde am 31. Mai 2005 zum Life Peer als Baroness Fritchie, of Gloucester in the County of Gloucestershire ernannt. 
Im House of Lords sitzt sie als Crossbencher. Die offizielle Einführung erfolgte am 19. Juli 2005 mit der Unterstützung von Julia Cumberlege, Baroness Cumberlege und Richard Wilson, Baron Wilson of Dinton. Ihre Antrittsrede hielt sie am 11. Mai 2006 zur medizinischen Forschung. Im Juli 2006 meldete sie sich zur Behandlung von Frauen im Irak zu Wort. Zum bislang letzten Mal (Stand: November 2012) meldete sie sich am 8. März 2007 zur Entwicklung der Situation von Frauen zu Wort. 
Als Staaten von Interesse nennt sie auf der Webseite der Oberhauses China, Neuseeland, die Türkei und die USA. 
2006 und 2007 nahm sie häufiger an Abstimmungen teil, 2008 aber lediglich dreimal. Sie beteiligte sich 2009 an keiner Abstimmung und 2010 nur bei wenigen Gelegenheiten. 2011 stimmte sie wieder regelmäßiger ab. Fritchies Anwesenheit bei Sitzungstagen schwankt im unregelmäßigen bis geringen Bereich. Nach vereinzelten Teilnahmen war sie zuletzt am 24. Oktober 2016 bei einer Abstimmung anwesend.

## Ehrungen
Fritchie wurde 1996 Dame Commander of the Order of the British Empire. Sie ist außerdem Trägerin einiger Ehrentitel mehrerer akademischer Institutionen.

## Familie
Sie heiratete im Alter von 18 Jahren und wurde einige Zeit später Mutter. Ihr Kind zog sie alleine auf.